# Thilo Wagner

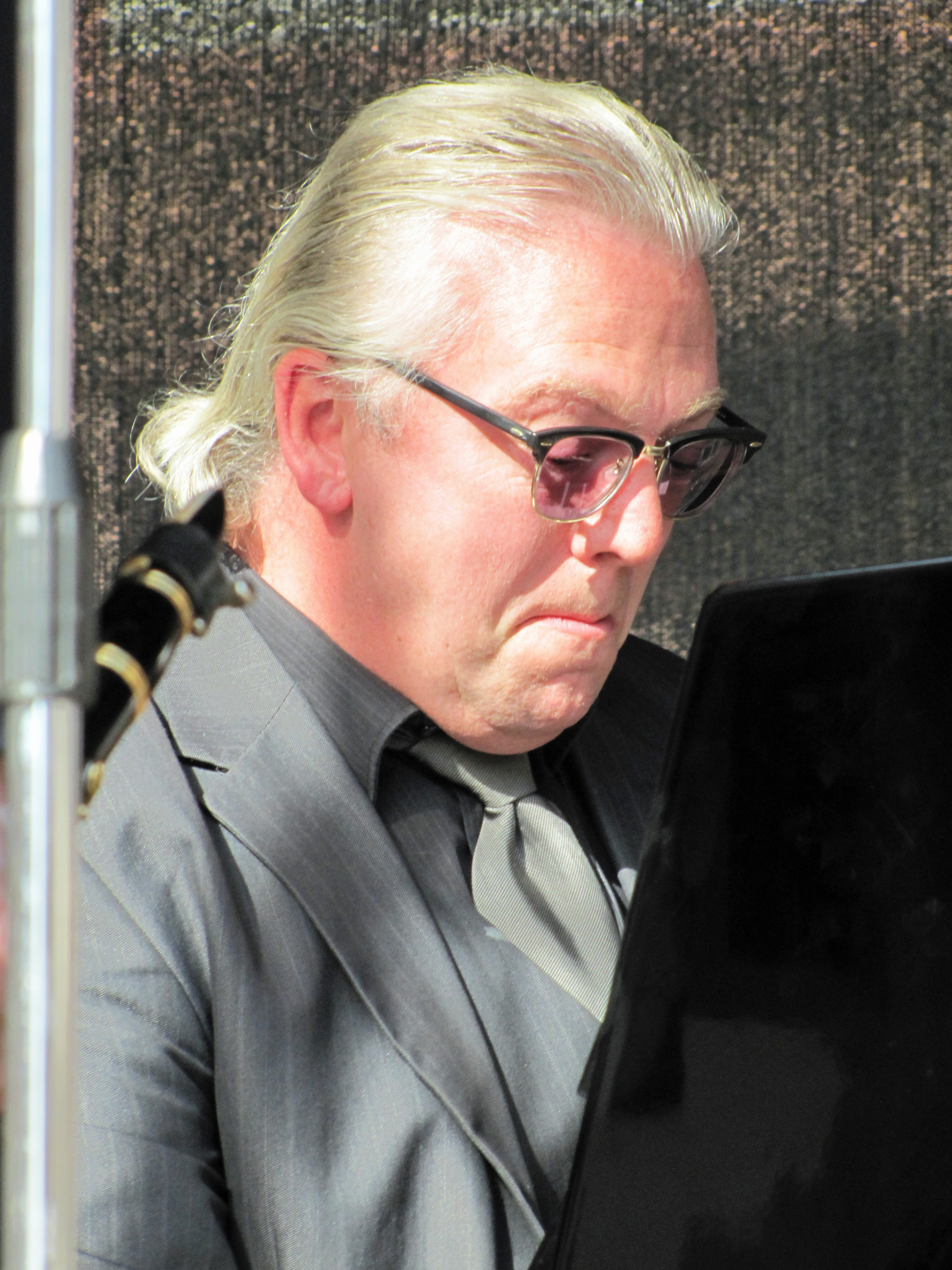
Thilo Wagner (2013) in Frankfurt am Main

Thilo Wagner (* 8. Januar 1965 in Brühl) ist ein deutscher Jazzpianist.

## Leben und Wirken
Wagner begann im Alter von 5 Jahren mit dem Klavierspiel und hatte dann 12 Jahre klassische Klavierausbildung. Bereits mit 18 Jahren gründete er sein erstes Trio. 1987 schloss er sein Musikstudium ab und bewegte sich zunächst in der Frankfurter Jazzszene, wo er unter anderem mit Gustl Mayer spielte. 1990 tourte er mit Scott Hamilton. Daneben trat er aber auch mit „Alexander’s Swingtime Band“ und mit der Thilo Berg Big Band, aber auch in kleineren Formationen des Schlagzeugers auf („Blues For Ella“, 1993). Er ging mit Benny Waters, Clark Terry, Randy Sandke oder Art Farmer auf Tournee.
Seit 1994 gehört er zum Quartett von Emil Mangelsdorff; er ist auch Mitglied der Allotria Jazzband und des Bassface Swing Trio. Mit eigener Combo nahm er die CD „Just in Time“ (1994, mit u. a. Klaus Graf) auf. Ferner wirkte er an Einspielungen von Danny Moss, von Gerry Hayes/ Charly Antolini, Bernhard Ullrich und zahlreicher weiterer Musiker mit; er spielte bisher mehr als 70 Alben ein.  Auch trat er mit Jim Hall und Slide Hampton auf. Konzertreisen führten ihn durch ganz Europa, USA und Kanada.
1998 gewann Wagner in Vienne den Solistenpreis des Festivals.  Nach dem Autor Martin Kunzler hat mit ihm „die deutsche Szene wieder einen Swing-Pianisten von Rang“. 

## Diskographische Hinweise
- Thilo Wagner Trio: Just In Time (Satin Doll Productions, 1996)
- Wagner / Mörike / Beck: Finally (Nagel-Heyer Records, 2002)
- Thilo Wagner: Gems (Mochermusic, 2022)

## Lexigraphische Einträge
- Martin Kunzler: Jazz-Lexikon. Band 2: M–Z (= rororo-Sachbuch. Bd. 16513). 2. Auflage. Rowohlt, Reinbek bei Hamburg 2004, ISBN 3-499-16513-9.